# 南托馬斯頓 (緬因州)
南托馬斯頓（英語：South Thomaston）是一個位於美國緬因州諾克斯縣的鎮。

## 人口
根據2020年美國人口普查的數據，南托馬斯頓的面積為46.54平方千米，當中陸地面積為29.63平方千米，而水域面積為16.91平方千米。當地共有人口1511人，而人口密度為每平方千米32人。